# Tylozygus fasciata
Tylozygus fasciata är en insektsart som beskrevs av Walker 1851. Tylozygus fasciata ingår i släktet Tylozygus och familjen dvärgstritar. Inga underarter finns listade i Catalogue of Life.